# Pfalzwerke
Die Pfalzwerke Aktiengesellschaft (Eigenschreibweise PFALZWERKE) ist ein deutsches Energieversorgungsunternehmen mit Sitz in Ludwigshafen am Rhein. Zum Konzern, dessen Anteile sich mehrheitlich in kommunaler Hand befinden, gehören diverse operative Tochtergesellschaften.

## Unternehmen

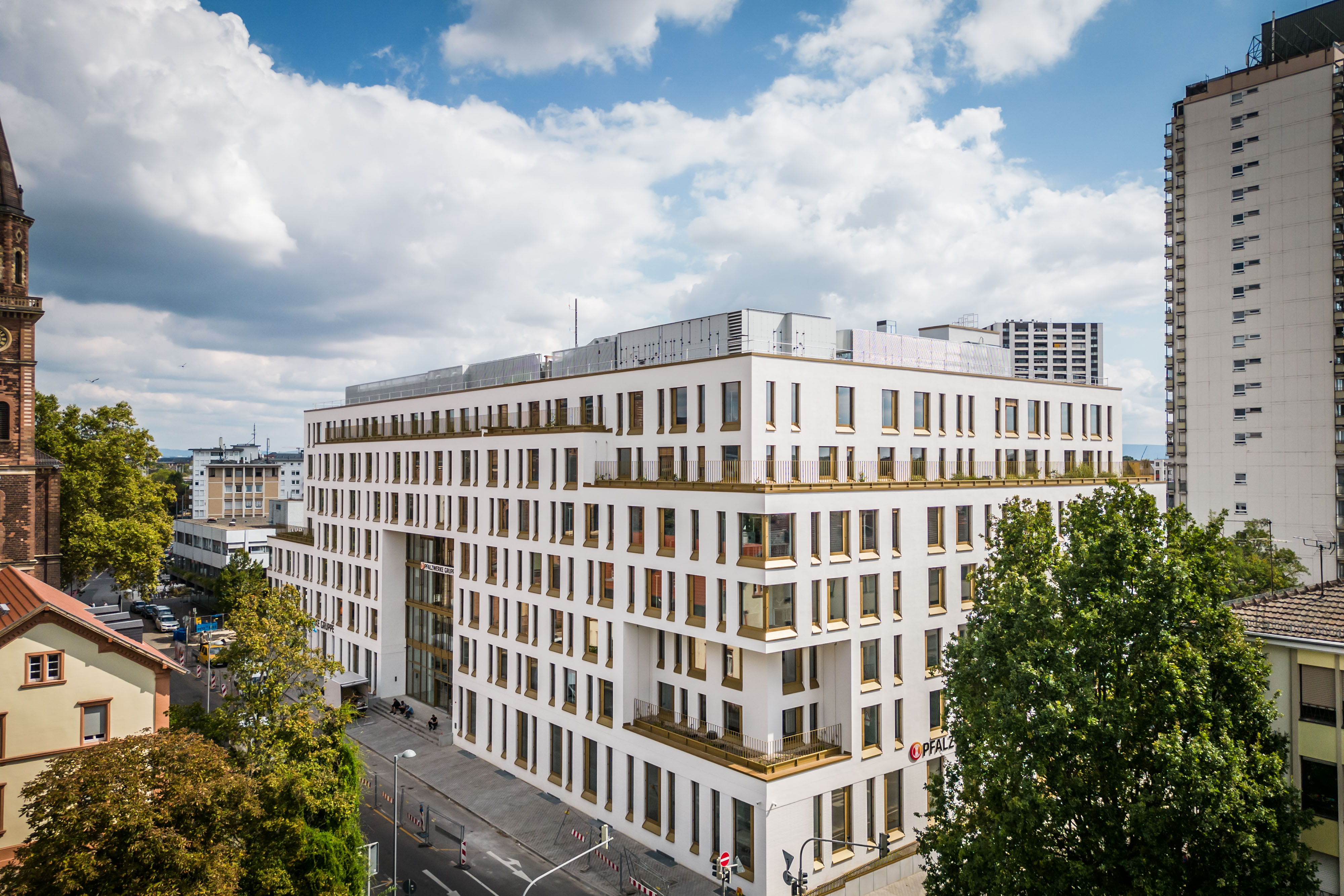
Konzernzentrale in Ludwigshafen

Die Pfalzwerke Aktiengesellschaft ist ein deutschlandweit und international tätiger Energieversorger und ein Dienstleistungsunternehmen in der Pfalz und im Saarpfalz-Kreis. Stromvertrieb und -verteilung stellen das Kerngeschäft des Unternehmens dar. Seit Juli 2007 bieten die Pfalzwerke unter dem Markennamen 123energie auch bundesweit Strom und Gas an. Die Pfalzwerke und ihre Tochter- und Partnerunternehmen in der Region bieten Lösungen rund um Strom, Wärme und Erdgas. Das Leistungsspektrum umfasst weiterhin Angebote für IT-Infrastruktur, Telekommunikation, kaufmännische Services und Gebäudemanagement. Zudem setzt das Unternehmen verstärkt auf ressourcenschonende Energiequellen wie Photovoltaikanlagen, Biomasse, Geothermie (bis 2022) und Windkraft und arbeitet an Contracting-Projekten, um moderne Energiequellen wie Holzheizkraftwerke zu fördern.

## Geschichte
Am 17. Dezember 1912 gründeten der Kreis Pfalz, die Städte Ludwigshafen, Homburg und Frankenthal sowie die Rheinische Schuckert-Gesellschaft die Pfalzwerke Aktiengesellschaft. Prominenter Mitinitiator war der Technikpionier und Gründer des Deutschen Museums in München, Oskar von Miller. Zum Hauptsitz des neuen Unternehmens mit einem Aktienkapital von damals circa 7,25 Millionen Mark machten die Gründer Ludwigshafen am Rhein. Die Aktionäre brachten ihre Kraftwerke in Ludwigshafen (3.500 Kilowatt), Edenkoben (1.200 Kilowatt) und Homburg (370 Kilowatt) in die Gesellschaft ein.
Bereits am 30. Juni 1913 waren 36 Gemeinden mit 210.000 Einwohnern an das Netz der Pfalzwerke angeschlossen. 1927, zwanzig Jahre früher als erwartet, erreichte die Stromabgabe 100 Millionen Kilowattstunden und verdoppelte sich bis zum Ausbruch des Zweiten Weltkrieges. Erhebliche Kriegsschäden an den Anlagen machten danach einen Neubeginn erforderlich. Um die Transport- und Umspannaktivitäten zu verbessern, startete das Unternehmen ein umfangreiches Wiederaufbau- und Optimierungsprogramm. Dies hatte zur Folge, dass der Stromverbrauch in der Region bereits 1951 wieder auf 230 Millionen Kilowattstunden kletterte. Im Jahr 1960 überschritten die Pfalzwerke erstmals die Milliarden-Grenze bei der Stromabgabe, Ende der sechziger Jahre belief sich der Verbrauch auf annähernd drei Milliarden Kilowattstunden. Heute bewegt sich dieser Wert bei sieben Milliarden Kilowattstunden für 1,6 Millionen Menschen in dem 6.000 Quadratkilometer umfassenden Gebiet der Pfalz und des Saarpfalz-Kreises.

## Pfalzwerke-Gruppe

### Aktionäre
Fast drei Viertel des Aktienkapitals der Pfalzwerke befindet sich in der Hand von Kommunen im Versorgungsgebiet. Der Bezirksverband Pfalz, eine kommunale Gebietskörperschaft, ist größter Anteilseigner.
- Bezirksverband Pfalz: 52,1 %
- Westenergie: 26,7 %
- Stadt Ludwigshafen am Rhein: 10,3 %
- Kommunaler Streubesitz: 9,8 % (u. a. Stadtwerke Homburg 0,1 %)
- Belegschaftsaktien: 1,1 %

### Vorstand
Der Vorstand setzt sich aus zwei hauptamtlichen Mitgliedern zusammen: Paul Anfang (seit 2021) und Marc Mundschau (seit 2022).

### Beteiligungen
Folgende Unternehmen gehören zur Pfalzwerke-Gruppe:
- FFR Fernwärmeversorgung Flugplatz Ramstein GmbH: Die Gesellschaft stellt die Wärmeversorgung der Ramstein Air Base bereit und bietet darüber hinaus Dienstleistungen rund um den Installations- und Heizungsbau.
- Pfalzgas GmbH:  Das Unternehmen versorgt als Erdgasanbieter in Rheinland-Pfalz rund 187 Gemeinden und mehr als 59.000 Kunden mit Wärme aus Erdgas.
- PFALZKOM GmbH: Der ITK-Service Provider betreibt mehrere Rechenzentren, unterhält ein eigenes Glasfasernetz mit 1.400 Trassenkilometern und ist Infrastrukturpartner für Netzbetreiber und Carrier in der Metropolregion Rhein-Neckar und Rhein-Main, südlichen Teilen von Rheinland-Pfalz, der Technologieregion Karlsruhe sowie Teilen des Saarlandes. Zudem werden Cloud- und Managed Services angeboten. Zu den rund 800 Kunden gehören Geschäftskunden, Institutionen, Behörden und Carriern. Das Ludwigshafener Unternehmen entstand durch den Zusammenschluss der PfalzKom, Gesellschaft für Telekommunikation mbH, und der MAnet GmbH, einer ehemaligen Tochter der MVV Energie AG. PFALZKOM beschäftigt aktuell rund 90 Mitarbeiter.
- Pfalzwerke Netz AG: Wegen der Entflechtungsvorgaben im Energiewirtschaftsgesetz hat die Pfalzwerke Aktiengesellschaft ihren Verteilnetzbetrieb mit Wirkung ab 1. Juli 2007 auf eine eigenständige Gesellschaft übertragen. Dieser eingeschlagene Weg wurde fortgeführt  und im Jahr 2012 wurde die Pfalzwerke Netzgesellschaft mbH in die Pfalzwerke Netz AG umfirmiert. Die Pfalzwerke Netz AG verantwortet das Management des regionalen Strom-Verteilnetzes in der Pfalz und dem Saarpfalz-Kreis.
- Pfalzwerke Infrastrukturgesellschaft mbH: Gegenstand der Infrastrukturgesellschaft ist die Planung und Durchführung privatrechtlicher Erschließungsmaßnahmen für Baugebiete.
- Pfalzwind GmbH: Ihr Ziel ist es, vorrangig in Rheinland-Pfalz, Windenergieanlagen zu planen, zu bauen und zu finanzieren.
- prego services GmbH: Sie bietet Dienstleistungen in den Bereichen Rechnungswesen, Finanzbuchhaltung, Controlling, Personalwesen, Beschaffung, Kundeninformations- und Abrechnungssysteme sowie im IT-Spektrum für die Energiewirtschaft, Kommunen und die Industrie.
- Repa GmbH Elektrotechnik: Die Gesellschaft ist zuständig für Ortsnetzbau, Elektroinstallation, Netzwerk/Datentechnik, Telekommunikation, Beleuchtungsanlagen, Photovoltaik und Steigschutzeinrichtungen.
- Voltaris GmbH: Die technische Dienstleistungsgesellschaft Voltaris unterstützt Energie-, Gas- und Wasserversorger sowie große Industrieunternehmen mit Angeboten und Services im Zähler- und Messwesen sowie im Energiedatenmanagement.

Daneben betreibt die Pfalzwerke AG in einer Vielzahl von Projektgesellschaften zusammen mit meist kommunalen Partnern Anlagen zur Erzeugung von Strom und Wärme aus Erneuerbaren Energien.

### Marken

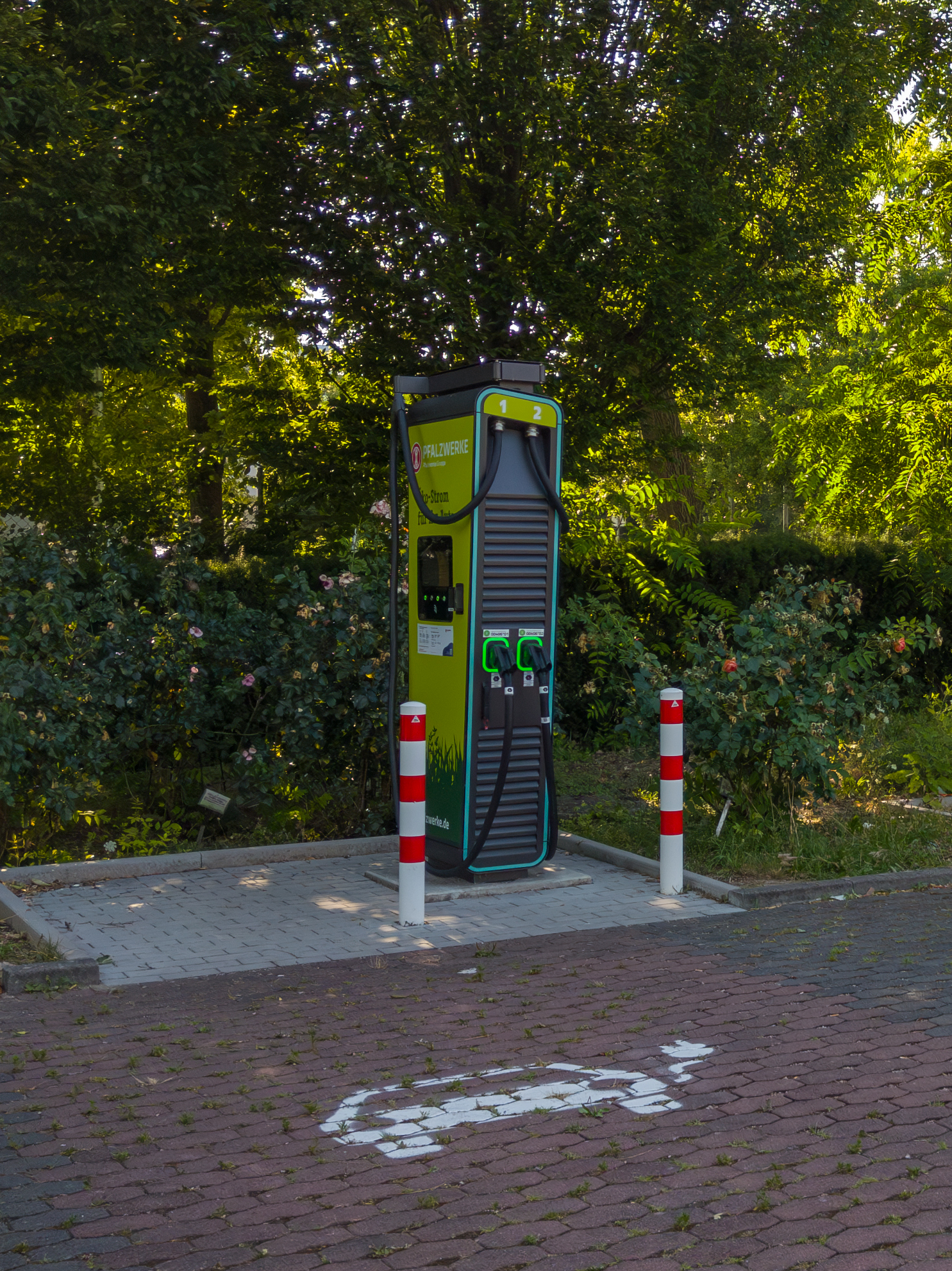
HPC-Ladesäule 150 kW der Pfalzwerke in Wiesbaden

- Pfalzwerke öko: Die Strom- und Wärmeprodukte der Pfalzwerke werden unter der Marke Pfalzwerke öko vertrieben.
- 123energie: Unter dem Namen 123energie vertreiben die Pfalzwerke bundesweit Strom und Gas (123strom und 123gas).[5] 123energie wird als reine Online-Marke beworben und stützt sich bei der Kommunikation neben einer Website vor allem auf Social-Media-Aktivitäten und den 123energie-Blog.[6]

## Kennzahlen
Mit über 400.000 Privat- und 20.000 Gewerbekunden, rund 1.500 Geschäfts- und Industriekunden sowie Stromlieferungen an über 60 Stadt- und Gemeindewerke ist die Pfalzwerke Aktiengesellschaft nach eigenen Angaben eines der wichtigsten Energieversorgungsunternehmen in Deutschland und Marktführer in der Pfalz sowie im Saarpfalz-Kreis.
Im Geschäftsjahr 2024 beschäftigte der Konzern 1.523 Mitarbeiter und bildete 121 Auszubildende aus. Es wurden Umsatzerlöse (ohne Strom- und Energiesteuer) in Höhe von 1,77 Milliarden Euro und ein Betriebsergebnis (PFALZWERKE AKTIENGESELLSCHAFT) von 46,7 Millionen Euro erwirtschaftet.

## Biomasse-Nahwärmeversorgung Wörth
Kernstücke der ökologischen Nahwärmeversorgung sind die beiden Biomasse-Heizwerke in Wörth, die nachwachsende Rohstoffe aus der Region zur nachhaltigen Energiegewinnung nutzen. Das 2003 eröffnete Wörth I und das 2014 in Betrieb genommene Wörth II haben eine thermische Gesamtleistung von 6900 kWth (Kilowatt thermisch). Integrierte Blockheizkraftwerke mit Kraft-Wärme-Kopplung versorgen das komplette Nahwärmesystem mit Strom. Zahlreiche Gebäudekomplexe und Wohnhäuser Wörths sind bereits an die Nahwärmeversorgung angeschlossen – unter anderem der Badepark, die Förder- sowie Berufsschule, das Hallenbad und zwei Mehrfamilienhäuser. Mit den beiden Anlagen hat das Unternehmen inzwischen ein Rohrleitungsnetz von insgesamt 5,9 Kilometern Länge geschaffen.